# 海州機場
海州機場（朝鲜语：／ Haeju Bihaengjang */?）是朝鮮黃海南道首府海州市的地區機場。屬朝鮮人民軍管理。一般用作軍事基地，然而亦有限度開放予民航客機及貨運使用。

## 設備
- 一條混凝土跑道走向為12/30（120/300°）
- 海拔高度：12公尺
- 跑道長度：2,000公呎。

## 使用航空公司
- 朝鮮的高麗航空商社（Air Koryo）是目前唯一服務海州機場的航空公司，它主要使用：
  - 安東諾夫-24 螺旋槳客機（載客：52人）
  - 伊尔-18 螺旋槳貨機（載貨量：64,000公斤）

## 航點
| 航空公司 | 目的地 |
| -------- | ------ |
| 高麗航空 | 平壤   |

## 外部連結
- 平壤順安國際機場的非官方網站(英文、繁體中文)
- 朝鮮高麗航空商社的官方網站 （页面存档备份，存于）(英文、韩文、简体中文)
- 朝鮮高麗航空商社的非官方網站(英文、繁體中文)